# Lorenzo Ceresoli
Lorenzo Ceresoli MCCJ (* 18. Mai 1931 in Nave, Provinz Brescia; † 6. September 2024 in Castel d’Azzano) war ein italienischer römisch-katholischer Ordensgeistlicher und Apostolischer Vikar von Awasa in Äthiopien.

## Leben
Lorenzo Ceresoli trat der Ordensgemeinschaft der Comboni-Missionare bei und legte am 6. September 1954 die zeitliche sowie am 9. September 1959 die ewige Profess ab. Am 2. April 1960 empfing er das Sakrament der Priesterweihe.
Papst Johannes Paul II. ernannte ihn am 20. Dezember 1993 zum Titularbischof von Fallaba und zum Apostolischen Vikar von Awasa. Der Präfekt der Kongregation für die Evangelisierung der Völker, Jozef Kardinal Tomko, spendete ihm am 19. März des folgenden Jahres die Bischofsweihe; Mitkonsekratoren waren Vigilio Mario Olmi, Weihbischof in Brescia, und Armido Gasparini MCCJ, emeritierter Apostolischer Vikar von Awasa. 
Am 21. März 2009 nahm Papst Benedikt XVI. sein altersbedingtes Rücktrittsgesuch an.
Er starb am 70. Jahrestag seiner ersten Profess im Alter von 93 Jahren in Castel d’Azzano.